# Hrnići
Hrnići (szerbül: Хрнићи), falu Bosznia-Hercegovinában, Bosanska krajina területén, Prijedor községben, a Szerb Köztársaságban. 

## Fekvése
Bosznia-Hercegovina északnyugati részén, a Potkozarje területén, Banja Lukától légvonalban 35, közúton 45 km-re északnyugatra, községközpontjától légvonalban 9, közúton 13 km-re kelet-délkeletre, 160 – 170 méteres tengerszint feletti magasságban, a Kozara-hegység és a Saničani-tó közötti sík vidéken fekszik. Több, kis településből áll.

## Népessége
| Nemzetiségi csoport | Népesség 1991 | Népesség 2013 |
| ------------------- | ------------- | ------------- |
| Szerb               | 3             | 2             |
| Bosnyák             | 600           | 601           |
| Horvát              | 10            | 6             |
| Jugoszláv           | 0             | 0             |
| Egyéb               | 56            | 12            |
| Összesen            | 669           | 621           |

## Története
A település 1878-ig tartozott az Oszmán Birodalomhoz, ekkor a berlini kongresszus határozata alapján az Osztrák-Magyar Monarchia része lett. 1910-ben a Kozaraci járáshoz és Kozarac községhez tartozó településen 73 háztartást, 13 ortodox szerb, 318 muszlim, 14 római katolikus és 52 görög katolikus lakost találtak.
A monarchia szétesésével 1918-ban előbb a Szerb-Horvát-Szlovén Királyság, majd 1929-től a Jugoszláv Királyság része. Jugoszlávia megszállása után a falu a Független Horvát Állam (NDH) része lett. 1945-től a település a szocialista Jugoszlávia része volt, 1963-ig Kozarac községhez tartozott. A boszniai háború idején a település a Boszniai Szerb Köztársaság része volt. A háború alatt a települést 1992-ben teljesen lerombolták, a bosnyák lakosságot elűzték. A száműzött bosnyákok egy része 1999-ben visszatért, és újjáépítette a helyi mecsetet. A daytoni békeszerződést követő területfelosztásnál a település Prijedor község részeként a Szerb Köztársaság területéhez került.

## Nevezetességei
- A muszlim gyülekezetben eredetileg egy meglehetősen kicsi, vályogból épített mecset állt, melynek minaretje a tetőbe volt beépítve, és amelyet többször javítottak. Közvetlenül a második világháború után, 1948-ban. Huse Ključanin kozaraci földbirtokos családi házát a hrnići gyülekezetnek adományozta. Ebből épült a mecset, és a minaret alapja. A hivatalos megnyitó 1949-ben volt. 1992-ben a szerb fegyveresek felgyújjtották és lerombolták. A háború után a visszatérő muszlimok a mecsetet újjáépítették.[5]

- Az ukrán lakosság az osztrák-magyar uralom idején, 1890 és 1912 között települt be erre a vidékre. A Szent Eucharisztia tiszteletére szentelt görög katolikus templom 1930 és 1940 között épült, a zágrábi Stjepan Podhorski (Podhorsky) építész tervei alapján. Az 1980-as felújítás során az épület külső megjelenése megváltozott, ami elsősorban a hagymakupola formájára vonatkozik. A belső teret freskók díszítik.[6]